# Seznam hejtmanů Zlínského kraje
Hejtman Zlínského kraje je člen Zastupitelstva Zlínského kraje, kterého si tento orgán zvolil do svého čela.

## Seznam
| Č. | Portrét | Portrét   | Jméno            | Nástup do úřadu    | Opuštění úřadu     | Navrhující strana | Volby     |
| -- | ------- | --------- | ---------------- | ------------------ | ------------------ | ----------------- | --------- |
| 1. |         | není foto | František Slavík | 21. prosince 2000  | 8. prosince 2004   | KDU-ČSL           | 2000      |
| 2. |         |           | Libor Lukáš      | 8. prosince 2004   | 12. listopadu 2008 | ODS               | 2004      |
| 3. |         |           | Stanislav Mišák  | 12. listopadu 2008 | 2. listopadu 2016  | ČSSD              | 2008      |
| 3. | 2012    |           | Stanislav Mišák  | 12. listopadu 2008 | 2. listopadu 2016  | ČSSD              |           |
| 4. |         |           | Jiří Čunek       | 2. listopadu 2016  | 10. listopadu 2020 | KDU-ČSL           | 2016      |
| 5. |         |           | Radim Holiš      | 10. listopadu 2020 | úřadující          | ANO               | 2020 2024 |